# Marko Valev
Marko Dimitrov Valev (* 20. listopadu 1969 Pazardžik) je bývalý bulharský zápasník–judista.

## Sportovní kariéra
Svojí kariéru začínal v armádním sportovním centru CSKA v Sofii v období zlaté éry bulharské těžké atletiky. V reprezentaci se poprvé objevil v roce 1986 v polotěžké váze do 95 kg. V roce 1988 se kvalifikoval na olympijské hry v Soulu, ale nevyladil optimálně formu a vypadl v úvodním kole. Od roku 1991 se nevypořádal se změnami financování bulharského vrcholového sportu (pád Živkova režimu) a sportovní kariéry zanechal. Jeho vášní se staly zápasy bojových plenem psů.

## Výsledky
| Turnaj             | 1987           | 1988           | 1989           | 1990           |
| Turnaj             | 18             | 19             | 20             | 21             |
| Turnaj             | polotěžká váha | polotěžká váha | polotěžká váha | polotěžká váha |
| ------------------ | -------------- | -------------- | -------------- | -------------- |
| Olympijské hry     |                | úč.            |                |                |
| Mistrovství světa  | úč.            |                | —              |                |
| Mistrovství Evropy | úč.            | 3.             | 5.             | 7.             |